# Горяна вулиця
Го́ряна ву́лиця — вулиця в Голосіївському районі міста Києва, місцевість Добрий Шлях. Пролягає від Голосіївської вулиці до Тиврівського провулку.
Прилучаються вулиця Цимбалів Яр, Чумацький провулок, Райгородська вулиця, провулок Олега Кошового, Санітарна, Снайперська і Конотопська вулиці, Конотопський і Листопадний провулки.

## Історія
Вулиця виникла в 1-й половині XX століття. Складалася з двох вулиць: Горяної (початковий відрізок вулиці Олега Кошового) і 1-ї Нової (виникла у середині XX століття). 1955 року отримала назву вулиця Олега Кошового, на честь учасника «Молодої гвардії» Героя Радянського Союзу Олега Кошового.
Сучасну історичну назву відновлено 9 лютого 2023 року.